# 曹潇阳
曹潇阳（1992年8月6日—），中国上海市人，围棋职业五段棋手。他2006年入段，2016年8月升为五段。他获2007年全国少年儿童围棋赛男子少年组冠军，进入2010年第12届阿含桐山杯本赛和2014年第2届百灵杯本赛。2011年代表上海队、2013年代表山东队参加围甲联赛。

## 国内比赛成绩
2010年第12届阿含桐山杯本选赛连胜周鹤洋、叶桂、刘世振、陶欣然进入本赛16强，本赛首轮负于古力。
2011年代表中国移动上海队参加围甲联赛，取得1胜6负的成绩。2013年代表山东景芝酒业队参加围甲联赛，取得3胜4负的成绩。

## 国际比赛成绩
2014年第2届百灵杯预选赛连胜刘曦、郑宇航、朱元豪进入本赛64强。本赛首轮负于韩国棋手李泰贤。